# Gedun Rabsal
Gedun Rabsal (tibétain : དགེ་འདུན་རབ་གསལ, Wylie : dge 'dun rab gsal) né dans l'Amdo est  un écrivain tibétain, ancien rédacteur en chef du Tibet Times. 

## Biographie
Gedun Rabsal a étudié dans les monastères tibétains de Rongwo au Tibet et Gaden Jangtse College en Inde. Gedun Rabsal a été chargé de recherche à l'Université centrale des études tibétaines de Sarnath, Varanasi et rédacteur en chef du journal en langue tibétaine Tibet Times (Bod kyi dus bab). L'axe de recherche de Gedun Rabsal est l'histoire de la littérature tibétaine et de la langue tibétaine. 
Il s'est installé aux États-Unis où il est enseignant de tibétain à l'université de l'Indiana à Bloomington.
La traduction par Gedun Rabsal en tibétain de On the road, un des 108 projets de traduction de l'anglais vers le tibétain porté par le karmapa Orgyen Trinley Dorje, est publiée en 2022, marquant le centième anniversaire de la naissance de son auteur, Jack Kerouac.

## Traductions
- ལམ་ལ།, (On the road, Jack Kerouac, 2022) https://dharmaebooks.org/on-the-road-tibetan/